# Гасюк Петро Петрович
Гасю́к Петро́ Петро́вич (нар. 30 січня 1951, село Дормидонтівка, В'яземський район, Хабаровський край, Росія) — український політик. Народний депутат України.

## Біографія
Народився в родині репресованих. Середню школу закінчив у Путилі Чернівецької області.

## Освіта
З 1972 до 1978 року навчався на історичному факультеті Чернівецького державного університету імені Юрія Федьковича за фахом викладач історії.

## Кар'єра
- 1969–1971 — служба в армії в військовій частині 48413 Миколаївської області.
- 1972–1978 — студент Чернівецького державного університету імені Юрія Федьковича.
- 1978–1981 — викладач історії Чернівецького культурно-освітнього училища.
- 1981–1984 — асистент кафедри марксизму-ленінізму Чернівецької філії Київського торговельно-економічного інституту.
- 1984–1986 — заступник директора СПТУ № 3 міста Чернівців.
- 1986–1992 — директор 8-річної школи № 16 міста Чернівців.
- 1992–1995 — начальник відділу у справах національностей і міжнародних зв'язків виконкому Чернівецької облради народних депутатів.
- 1995–1996 — начальник управління у справах національностей і міграції, червень 1996–1998 — заступник голови з гуманітарних питань Чернівецької обласної державної адміністрації.
- 1998–2005 — начальник департаменту науково-громадської організації «Європейський інститут інтеграції та розвитку».
- Березень 2005 — травень 2006 — перший заступник голови Чернівецької обласної державної адміністрації.
- Квітень 2006 — обраний депутатом Чернівецької обласної ради.

Був головою Чернівецької обласної організації партії ВО «Батьківщина» (1999–2010).

## Парламентська діяльність
Квітень 2002 — кандидат в народні депутати України за виборчим округом № 203 Чернівецької області, самовисування. «За» 2.60 %, 9 місце з 14 претендентів. На час виборів: голова Чернівецької обласної організації партії ВО «Батьківщина».
Народний депутат України 5-го скликання з 25 травня 2006 до 12 червня 2007 від «Блоку Юлії Тимошенко», № 52 в списку. На час виборів: голова Чернівецької обласної організації партії ВО «Батьківщина». Член фракції «Блок Юлії Тимошенко» (з травня 2006). Голова підкомітету з питань транскордонного європейського співробітництва Комітету з питань Європейської інтеграції (з липня 2006). 12 червня 2007 достроково припинив свої повноваження під час масового складення мандатів депутатами-опозиціонерами з метою проведення позачергових виборів до Верховної Ради.
Народний депутат України 6-го скликання з 23 листопада 2007 до 12 грудня 2012 від «Блоку Юлії Тимошенко», № 52 в списку. На час виборів: тимчасово не працював, член партії ВО «Батьківщина». Член фракції «Блок Юлії Тимошенко» (листопад 2007 — грудень 2010). Виключений з фракції через голосування за Податковий кодекс. Член Комітету з питань європейської інтеграції (грудень 2007 — січень 2008), голова підкомітету з питань регіонального та транскордонного співробітництва Комітету з питань європейської інтеграції (з січня 2008).

## Нагороди та державні ранги
Державний службовець 3-го рангу (з травня 2005).
Кавалер ордена «За заслуги» III ступеня (21 січня 2012).